# Peter Norton
Peter Norton (Aberdeen, Washington, 14 november 1943) is een Amerikaans software-ontwikkelaar en ondernemer. Peter Norton is bekend geworden door de ontwikkeling van hulpprogramma's voor het PC-besturingssysteem DOS in de jaren tachtig.
De bekendste programma's die Nortons naam droegen zijn:
- Norton Utilities, een verzameling van programma's om problemen met de harde schijf op te lossen.
- Norton Commander, een programma voor bestandsbeheer
- Norton AntiVirus, een antivirus-programma

Peter Norton was ook de schrijver van diverse standaardwerken over pc's en programmeren, waaronder Advanced MS-DOS Programming en The Peter Norton Programmer's Guide to the IBM-PC.
Peter Norton verkocht zijn bedrijf Peter Norton Computing in 1991 aan Symantec. Met de opbrengst van de verkoop richtte Norton de filantropische Norton Family Foundation op.